# Ocean Boarding Vessel

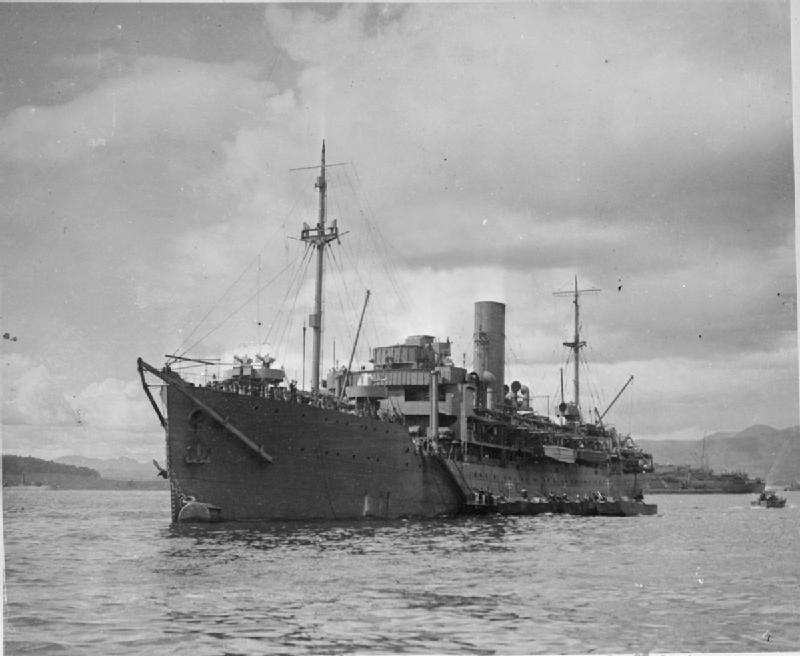
Das ehemalige OBV Hilary nach dem Umbau zum Landungsschiff (Aufnahme von 1943).

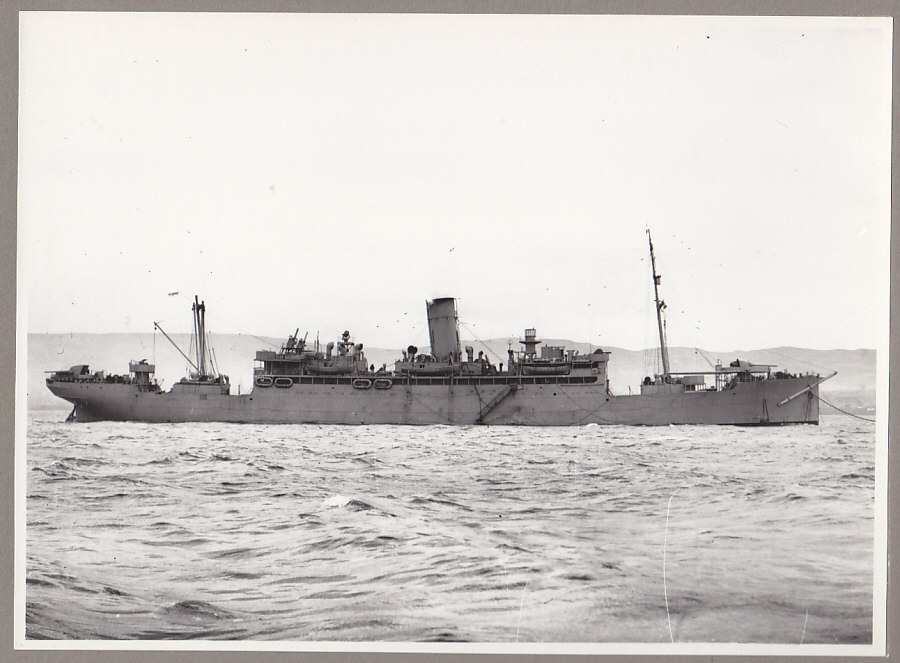
Das OBV Cavina im Dezember 1941, vorn und achtern sind die beiden 15,2-cm-Geschütze gut zu erkennen.

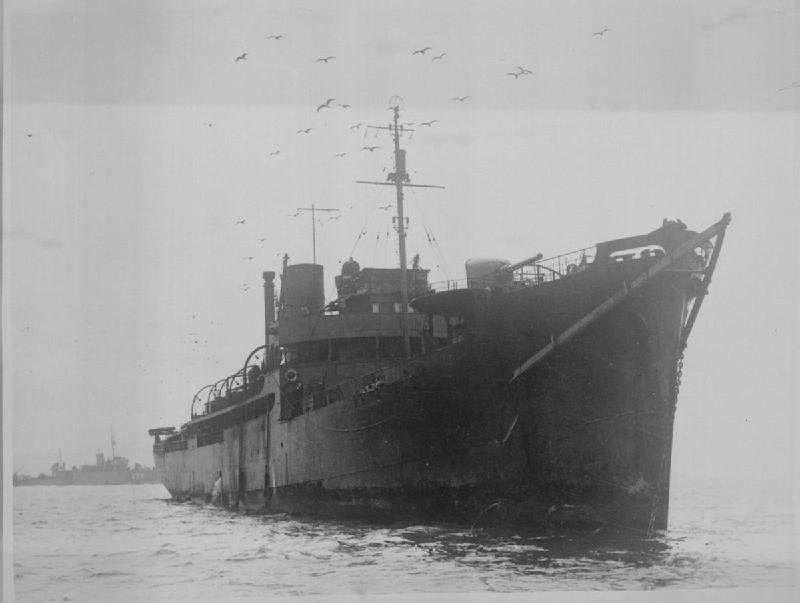
Das OBV Corinthian, man beachte das 15,2-cm-Geschütz auf dem Vorschiff.

Ocean Boarding Vessel (OBV) war während des Zweiten Weltkrieges die Bezeichnung für umgerüstete und behelfsmäßig bewaffnete britische Handelsschiffe, die, obgleich zumeist bei zivilen Reedereien in Fahrt, der Royal Navy unterstanden und die zur Überwachung der Seewege sowie zur Suche nach Blockadebrechern und Versorgungsschiffen der Achsenmächte herangezogen wurden. Nach Möglichkeit sollten die gegnerischen Schiffe gekapert und als Prisen in einen alliierten Hafen eingebracht werden, weswegen die Ocean Boarding Vessels durchaus mit Hilfskreuzern verglichen werden konnten, obgleich sie zumeist nicht so stark bewaffnet waren wie diese. Ferner wurden die OBVs zur Durchsuchung von Schiffen neutraler Staaten nach Konterbande herangezogen und dienten auch als Führungsschiffe bei Konvoioperationen. Zwischen 1940 und 1941 wurden insgesamt mindestens 20 britische oder erbeutete ehemalige gegnerische Handelsschiffe zu OBVs umgerüstet. 

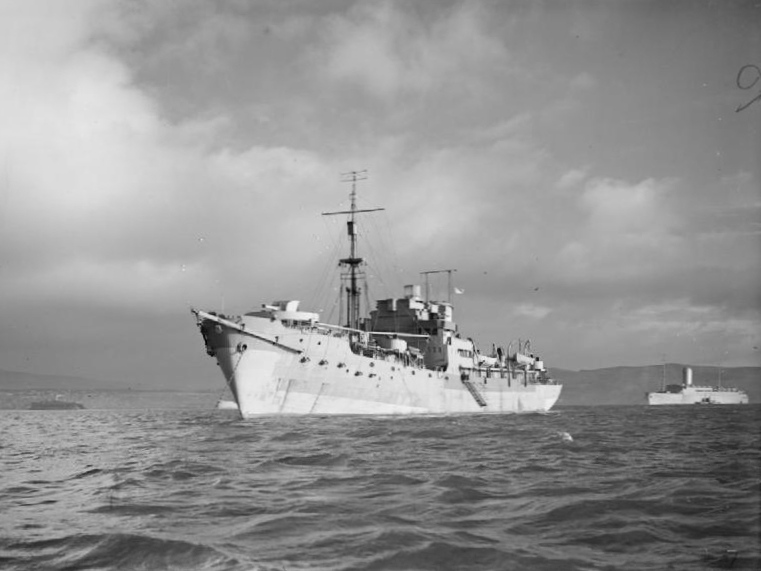
Das OBV Largs von 1941 (Aufnahme von 1942); deutlich erkennbar ist das 15,2-cm-Geschütz auf dem Vorschiff.

## Technische Details und Bewaffnung
Da es sich bei allen Ocean Boarding Vessels um relativ willkürlich ausgewählte zivile Frachtschiffe handelte, gibt es keine einheitlichen technischen Daten. Zumeist indessen waren die Schiffe mit rund 4.000 bis 7.000 BRT vermessen und verfügten über eine Höchstgeschwindigkeit, die zwischen 14 und 18 kn lag. Größtes OBV war die im Oktober 1940 in Dienst genommene HMS Lady Somers mit 8.194 BRT. Auch bezüglich der Antriebsanlagen gab es große Unterschiede, so fanden sich unter den Einheiten ältere Schiffe mit Verbunddampfmaschinen wie auch modernere Turbinenschiffe. Die Bewaffnung dieser Schiffe variierte oft, zumeist jedoch befanden sich mindestens zwei 15,2-cm-Geschütze Mark XII und eine 7,6-cm-Kanone sowie vier bis sechs leichtere Flugabwehrgeschütze vom Kaliber 2 cm und 4 cm an Bord. Die Besatzung betrug zwischen 140 und 180 Seeleuten.
Einige OBVs wurden bereits nach relativ kurzer Einsatzzeit zum CAM-Schiffen umgebaut und erhielten einen Behelfskatapult, von welchem aus Jagdflugzeuge der Typen Hawker Hurricane oder Fairey Fulmar gestartet werden konnten.

## Liste aller Ocean Boarding Vessels (in alphabetischer Reihenfolge)
| Schiff (Vermessung)              | Bauwerft                                                             | Stapellauf        | Indienststellung als OBV | Anmerkungen und Verbleib |
| -------------------------------- | -------------------------------------------------------------------- | ----------------- | ------------------------ | --- |
| HMS Ariguani (6.746 BRT)         | Alexander Stephen and Sons, Linthouse, Vereinigtes Königreich        | 20. Oktober 1925  | Oktober 1940             | Schiff war 129,61 m lang und besaß zwei Dreifachexpansionsmaschinen. Die Bewaffnung bestand aus zwei 15,2-cm-Geschützen. Anfang 1941 zu CAM-Schiff umgebaut. Beschädigung durch U-Boot-Torpedo im Oktober 1941. Nach Kriegsende wieder als Zivilschiff in Fahrt. Um 1956 abgebrochen. |
| HMS Camito (6.833 BRT)           | Alexander Stephen and Sons, Linthouse, Vereinigtes Königreich        | 17. April 1915    | 26. September 1940       | Kohlenbefeuerung; Antrieb durch zwei Dreifachexpansionsmaschinen. Im Mai 1941 von deutschem U-Boot torpediert und versenkt (28 Tote). |
| HMS Cavina (6.907 BRT)           | Alexander Stephen and Sons, Linthouse, Vereinigtes Königreich        | 20. März 1924     | 15. Oktober 1940         | Ehemaliges Kühlschiff der Fyffes Line. Anfang April 1942 demilitarisiert und bis 1946 als ziviles Kühlschiff in Fahrt (hierbei indessen dem Ministry of War Transport unterstehend). Ab 1946 wieder bei der Fyffes Line in Dienst, bis mindestens 1957 in Fahrt. Um 1958 Verschrottung in Hongkong. |
| HMS Corinthian (3.151 BRT)       | William Gray & Company, Stockton-on-Tees, Vereinigtes Königreich     | 3. Mai 1938       | September 1940           | Ehemaliges Frachtschiff der Ellerman Lines. Bewaffnet mit zwei 15,2-cm-Geschützen und einer 7,6-cm-Kanone. Bis Juli 1944 als OBV in Fahrt, danach Umbau zum Trainingsschiff für Landemanöver. Half 1942 bei der Bergung von Überlebenden des von einem U-Boot versenkten Passagierschiffes Laconia. |
| HMS Crispin (5.051 BRT)          | Cammell, Laird & Company, Birkenhead, Vereinigtes Königreich         | 7. Dezember 1934  | August 1940              | Am 3. Februar 1941, als Teil der Sicherung des Konvois OB-280, etwa 450 Seemeilen südlich von Island von dem deutschen U-Boot U 107 torpediert und versenkt (20 Tote). |
| Empire Audacity (5.537 BRT)      | Vegesacker Werft, Bremen, Deutsches Reich                            | 29. März 1939     | November 1940            | Ehemaliges Kühlschiff Hannover des Norddeutschen Lloyd, das im März 1940 von britischen Seestreitkräften aufgebracht worden war. Das Schiff wurde als OBV ausgerüstet, jedoch nach nur zwei Monaten bereits wieder außer Dienst gestellt und zum Geleitflugzeugträger umgebaut. Im Juni 1941 als solcher unter dem Namen Audacity in Dienst gestellt. Versenkung im Dezember 1941 durch deutsches U-Boot.                                                          |
| HMS Hilary (7.403 BRT)           | Cammell, Laird & Company, Birkenhead, Vereinigtes Königreich         | 17. April 1931    | 21. Januar 1941          | Bis Juli 1942 als Ocean Boarding Vessel in Fahrt, dann Rückbau zum zivilen Frachtschiff. Ab März 1943 als Angriffs-Landungsschiff und Kommandoschiff genutzt. Nach 1945 wieder als Frachtschiff in Dienst. Abbruch ab September 1959. |
| HMS Inanda (5.985 BRT)           | Swan Hunter, Wallsend, Vereinigtes Königreich                        | 24. Februar 1925  | -                        | Schiff wurde noch während der Ausrüstung bei einem deutschen Luftangriff auf London am 9. September 1940 versenkt. Im Oktober 1940 gehoben, wurde das Schiff später unter dem neuen Namen Empire Explorer als Frachtschiff eingesetzt. Am 9. Juli 1942 westlich von Tobago von dem deutschen U-Boot U 575 torpediert und versenkt (drei Tote). |
| HMS Inkosi (6.618 BRT)           | Swan Hunter, Wallsend, Vereinigtes Königreich                        | 25. Februar 1937  | -                        | Schiff wurde noch während der Ausrüstung bei einem deutschen Luftangriff auf Liverpool am 7. September 1940 versenkt. Im Oktober 1940 gehoben, repariert und als Frachter Empire Chivalry bis Kriegsende in Fahrt. Um 1958 abgebrochen. |
| HMS Jamaica Producer (5.464 BRT) | Lithgows, Glasgow, Vereinigtes Königreich                            | 4. April 1934     | August 1940              | Bereits im Oktober 1941 wieder demilitarisiert und als Frachtschiff im Einsatz. Im März 1943 im Nordatlantik durch U-Boot-Torpedo schwer beschädigt. Reparatur bis Juni 1943. Um 1962 abgewrackt. |
| HMS Lady Somers (8.194 BRT)      | Cammell, Laird & Company, Birkenhead, Vereinigtes Königreich         | 13. November 1928 | Oktober 1940             | Größtes aller Ocean Boarding Vessels. Turbinenschiff. Am 15. Juli 1941 von italienischem U-Boot R. Smg. Francesco Morosini im Atlantik torpediert und versenkt, die gesamte Besatzung überlebte. |
| HMS Largs (4.504 BRT)            | Chantiers et Ateliers de Provence, Port-de-Bouc, Frankreich          | Oktober 1938      | Mai 1941                 | Ehemaliges vichy-französisches Kühlschiff Charles Plumier der Compagnie Générale Transatlantique, das 1939 zu einem Hilfskreuzer umgerüstet worden war. Das Schiff wurde im Oktober 1940 von der Royal Navy in Gibraltar beschlagnahmt, im Mai 1941 in Largs umbenannt und als OBV eingesetzt. Ab Oktober 1942 Einsatz als Landungstransporter. Nach Kriegsende Rückgabe an Frankreich und in Fahrt als Frachtschiff bis 1964. Um 1968 in Griechenland abgewrackt. |
| HMS Malvernian (3.133 BRT)       | William Gray & Company, Stockton-on-Tees, Vereinigtes Königreich     | 25. Februar 1937  | September 1940           | Ehemaliges Frachtschiff der Ellerman Lines. Am 1. Juli 1941 im Nordatlantik, während der Sicherung des Konvois OG-66, von einem deutschen Langstreckenbomber Focke-Wulf Fw 200 bombardiert und schwer beschädigt. Das Schiff wurde nach langwierigen Rettungsversuchen am 7. Juli 1941 aufgegeben und sank. Die gesamte Besatzung (164 Mann) überlebte. |
| HMS Manistee (5.368 BRT)         | Cammell, Laird & Company, Birkenhead, Vereinigtes Königreich         | 28. Oktober 1920  | Dezember 1940            | Am 24. Februar 1941, während der Sicherung des Konvois OB-288, im Nordatlantik von deutschem U-Boot U 107 torpediert und versenkt. Die gesamte Besatzung (141 Mann) kam ums Leben. |
| HMS Maplin (5.824 BRT)           | Workman, Clark, Belfast, Vereinigtes Königreich                      | 5. April 1932     | September 1940           | Bis Januar 1941 unter dem Namen Erin in Fahrt, dann Umbau zum CAM-Schiff bis März 1941. Im Juli 1942 demilitarisiert und wieder als ziviles Frachtschiff in Fahrt. |
| HMS Maron (6.487 BRT)            | Caledon Shipbuilding and Engineering, Dundee, Vereinigtes Königreich | 17. Dezember 1929 | 7. August 1940           | Schiff wurde am 7. April 1942 abgerüstet, an den früheren Eigner, die Blue Funnel Line, zurückgegeben und wieder als Frachtschiff eingesetzt. Am 13. November 1942 versenkte das deutsche U-Boot U 81 die Maron im Mittelmeer nordwestlich von Oran. Die Besatzung überlebte. |
| HMS Marsdale (4.890 BRT)         | Lithgows, Glasgow, Vereinigtes Königreich                            | 13. Dezember 1939 | September 1940           | Im Juni 1942 demilitarisiert und wieder als Frachtschiff in Fahrt. 1957 als Volta River zur Black Star Line, 1965 an griechische Eigner und in Psara umbenannt, ab 24. Mai 1967 bei Lotti in La Spezia verschrottet. |
| HMS Patia (5.355 BRT)            | Cammell, Laird & Company, Birkenhead, Vereinigtes Königreich         | 14. Januar 1922   | Dezember 1940            | Umbau zum CAM-Schiff im März 1941. Am 27. April 1941 wurde das einzeln fahrende Schiff von einem deutschen He 111-Bomber vor der Küste von Northumbria gebombt und versenkt (39 Tote). Das Wrack liegt heute in etwa 60 m Tiefe. |
| HMS Registan (5.886 BRT)         | John Redhead & Sons, South Shields, Vereinigtes Königreich           | 30. Januar 1930   | Oktober 1940             | Am 27. Mai 1941 wurde die Registan nahe Cape Cornwall bei einem deutschen Luftangriff schwer beschädigt, wobei 63 Seeleute ums Leben kamen. Das Schiff wurde nach Falmouth geschleppt und bis November 1941 repariert. Anschließend fuhr die Registan wieder als Frachtschiff. Am 29. September 1942 versenkte das deutsche U-Boot U 332 den Dampfer etwa 140 Seemeilen östlich von Barbados durch einen Torpedotreffer, wobei 16 Seeleute starben.                |
| HMS Tortuguero (5.285 BRT)       | Alexander Stephen and Sons, Linthouse, Vereinigtes Königreich        | 19. April 1921    | Januar 1941              | Ehemaliges Kühlschiff. Im Juni 1942 demilitarisiert und wieder im Frachtdienst. Ab Dezember 1958 abgebrochen in Gent. |

## Erfolge von Ocean Boarding Vessels
Im Verhältnis zur Zahl der in Dienst genommenen OBVs wurden nur relativ wenige Erfolge errungen. Nachfolgend eine Auflistung von von OBVs gekaperten oder gestoppten Schiffen (die Vollständigkeit ist nicht gesichert):
- 25. Dezember 1940: Aufbringung des vichy-französischen Fischdampfers Senateur Duhamel (928 BRT) durch das OBV Camito nordwestlich von Casablanca. Der Kutter wurde später als U-Jagd-Trawler von der Royal Navy eingesetzt und ging 1942 durch Kollision verloren.
- 10. Januar 1941: Aufbringung des vichy-französischen Frachtschiffes Cantal (3.178 BRT), auf dem Weg von Fort-de-France nach Casablanca, durch das OBV Maron. Der Dampfer ging im Mai 1941 während eines deutschen Luftangriffs auf Liverpool verloren.
- 5. März 1941: Aufbringung des kleinen vichy-französischen Fischdampfers Bijou Bihon (112 BRT) durch das OBV Corinthian. Der Trawler kam später als Hilfs-U-Boot-Jäger zum Einsatz.
- 1. Mai 1941: Aufbringung des italienischen Tankers und Blockadebrechers Sangro (6.466 BRT), auf dem Weg von Teneriffa nach Frankreich, durch das OBV Cavina. Der gekaperte Tanker wurde indessen bereits am 6. Mai 1941 von dem deutschen U-Boot U 97 torpediert und versenkt[8].
- 1. Mai 1941: Aufbringung des vichy-französischen Segelschiffes Martin Pecheuer (350 BRT) durch das OBV Corinthian. Der Segler wurde bereits am 10. Mai 1941 durch einen (durch einen Unfall verursachten) Brand an Bord völlig zerstört.
- 3. Mai 1941: Aufbringung des italienischen Tankers und Blockadebrechers Recco (5.595 BRT) nahe Teneriffa durch das OBV Hilary. Der Tanker versenkte sich bei Annäherung des OBV indessen selbst.
- 10. Mai 1941: Aufbringung des italienischen Tankers und Blockadebrechers Gianna M. (5.719 BRT) etwa 325 Seemeilen nördlich der Azoren durch das OBV Hilary. Das Schiff fuhr später unter britischer Flagge, überstand den Krieg und wurde 1953 abgewrackt.
- 4. Juni 1941: Aufbringung des deutschen Tankers und U-Boot-Versorgers Gedania (8.966 BRT) durch das OBV Marsdale etwa 400 Seemeilen nordwestlich der Azoren. Die Besatzung verließ das Schiff in Panik, ohne die Geheimunterlagen zuvor zu vernichten, weswegen die britische Seite an Bord des Schiffes wichtige Dokumente erbeuten konnte. So erfuhr die Royal Navy unter anderem die genauen Standorte der deutschen Wetterschiffe und erhielt Einblick in die Routen der deutschen Blockadebrecher und Versorger. Die Verluste des deutschen Trossschiffes Egerland (9.798 BRT) sowie des Tankers Esso Hamburg (9.849 BRT) nur einen Tag später westlich von Freetown, beide Schiffe wurden von britischen Seestreitkräften überrascht und mussten sich selbst versenken[9], waren mit hoher Wahrscheinlichkeit auf die bei der Kaperung der Gedania erbeuteten Geheimunterlagen zurückzuführen. Wegen der unterlassenen Selbstversenkung wurde die Besatzung der Gedania später von deutscher Seite des Verrats verdächtigt[10], was indessen nicht bewiesen werden konnte. Die Gedania fuhr bis Kriegsende unter britischer Flagge und unter dem neuen Namen Empire Garden[11]. Das Schiff wurde 1960 abgewrackt.
- 23. Juni 1941: Aufbringung des deutschen Blockadebrechers und Versorgers Alstertor (3.039 BRT) durch das OBV Marsdale etwa 200 Seemeilen westlich von Kap Finisterre. Das Schiff versenkte sich bei Annäherung des OBV selbst, die Besatzung wurde von den Briten gerettet.
- 28. Juni 1941: Aufbringung des deutschen Wetterbeobachtungsschiffes Lauenburg (344 BRT) durch den britischen Leichten Kreuzer HMS Nigeria, das OBV Malvernian und drei Zerstörer etwa 300 Seemeilen östlich Jan Mayen. An Bord fielen der britischen Marine Details über die Steckerverbindungen und die innere Einstellung der Enigma-Maschine in die Hände. Damit wurde es möglich, die Funksprüche der deutschen Kriegsmarine während fast des gesamten Monats Juli 1941 zu entschlüsseln. Auch die Kaperung der Lauenburg steht möglicherweise im Zusammenhang mit der Aufbringung der Gedania. Versenkung des deutschen Wetterbeobachtungsschiffes Lauenburg am 28. Juni 1941.

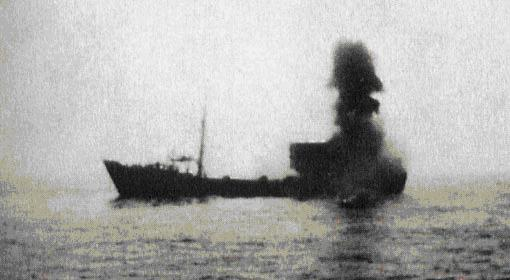
Versenkung des deutschen Wetterbeobachtungsschiffes Lauenburg am 28. Juni 1941.

- 4. August 1941: Aufbringung des aus Rio de Janeiro kommenden deutschen Blockadebrechers Frankfurt (5.522 BRT) westlich der Azoren durch das OBV Cavina[12]. Der Frachter versenkte sich bei Annäherung des OBV selbst.

## Abkehr vom Konzept des Ocean Boarding Vessels ab 1942
Da ab 1942 verstärkt neue und leistungsfähigere Geleit- und Kriegsschiffe auf alliierter Seite fertiggestellt wurden und zudem die Luftüberwachung der wichtigen See- und Konvoirouten intensiviert werden konnte, auch durch das Auftreten der ersten reinen Geleitflugzeugträger, wurde das Konzept des OBV allmählich überflüssig, weswegen die meisten Schiffe entweder zurückgebaut und wieder als normale Handelsschiffe eingesetzt wurden oder andere Aufgabenfelder (Konvoiführungsschiffe, Trainingsfahrzeuge, Landungsschiffe) zugewiesen bekamen. Ein weiterer Grund war, dass einerseits die Zahl der Blockadebrecher der Achsenmächte ab 1942 stark abnahm und dass andererseits im Atlantik kein ständiges Netz mehr aus deutschen Späh- und Versorgungsschiffen bestand (so wie es bis zur weitgehenden Zerschlagung dieses Netzes durch die britische Marine Mitte 1941 der Fall gewesen war). Die Versorgung der deutschen (und auch italienischen) U-Boote wurde nunmehr von speziellen Versorgungs-U-Booten übernommen.

## Verluste von Ocean Boarding Vessels
Insgesamt neun OBVs gingen im Verlauf des Krieges verloren, darunter auch das größte Ocean Boarding Vessel, die Lady Somers (8.194 BRT), die am 15. Juli 1941 im Atlantik einem Torpedo des italienischen U-Bootes R. Smg. Francesco Morosini zum Opfer fiel. Die 175 Mann starke Besatzung konnte vollständig gerettet werden. Einer der schlimmsten Verluste ereignete sich am 24. Februar 1941, als das zum Konvoi OB-288 gehörende OBV Manistee (5.368 BRT) südlich von Island von dem deutschen U-Boot U 107 torpediert und versenkt wurde. Von 141 Besatzungsangehörigen konnte infolge stürmischen Wetters niemand gerettet werden.